# I Declare War (Band)
I Declare War ist eine US-amerikanische Deathcore-Band aus Seattle, Washington, die im Jahr 2005 gegründet wurde.

## Geschichte
Die Band wurde im Jahr 2005 gegründet. Der Bandname hatte seine Wurzeln im Hip-Hop, da Jay-Z einerseits eine Tour so benannte, andererseits Pacewon einen Tonträger mit diesem Namen veröffentlicht hatte. Nach mehreren Wechseln in der Besetzung folgten Auftritte in den USA. Im Jahr 2006 erschien zudem das Debütalbum What You Deserve in Eigenveröffentlichung. Während einer Tour im Jahr 2007 kam die Gruppe mit der Band Whitechapel in Kontakt und war von da an eng mit dieser befreundet. Im selben Jahr erschien zudem über Compton Records das zweite Album Admist the Bloodshed. Whitechapels Alex Wade überzeugte die Band schließlich zwei Jahre später einen Vertrag bei Artery Recordings zu unterzeichnen, das sich zu diesem Zeitpunkt noch im Aufbau befand. Bei diesem Label erschien im Jahr 2010 das Album Malevolence. Bereits ein Jahr später schloss sich ein selbstbetiteltes Album bei demselben Label an. Die Gruppe bestand hierauf aus dem Bassisten Brent Eaton, dem Schlagzeuger Ryan Cox, den Gitarristen Chris Fugate und Evan Hughes und dem Sänger Jamie Hanks. Hanks war hierauf als neuer Sänger zu hören.

## Stil
Laut dem Gitarristen Evan Hughes handeln die Lieder oft von der Regierung, Religion und dem seiner Meinung selbstverursachten Niedergang der Menschheit. Laut ultimate-guitar.com enthielt das Band neben Deathcore- auch Death-Metal-Elemente. Der Gesang sei guttural und sei Death-Metal-typisch. Zudem wurden in den Liedern auch für den Deathcore typische Breakdowns verarbeitet.

## Diskografie
- 2006: What You Deserve (Album, Eigenveröffentlichung)
- 2007: Amidst the Bloodshed (Album, Compton Records)
- 2007: Bring the Season (EP, Compton Records)
- 2010: Malevolence (Single, Artery Recordings)
- 2010: Malevolence (Album, Artery Recordings)
- 2011: I Declare War (Album, Artery Recordings)
- 2014: We Are Violent People By Nature (Album, Artery Recordings)
- 2016: Songs for the Sick (Album, Eigenveröffentlichung)